# 卡斯提爾的阿方索
阿方索·德·特拉斯塔馬拉（西班牙語：Alfonso de Trastámara，1453年11月17日—1468年7月5日），也被稱作卡斯提爾的阿方索或是無辜者阿方索（el Inocente）。他是卡斯提爾國王胡安二世與第二任王后—葡萄牙若昂王子的長女伊莎貝拉所生的兒子，同時也是後來的天主教雙王之一的伊莎貝拉女王一母同胞的親弟弟。曾經於1464年9月被異母哥哥恩里克四世指定為卡斯提爾的王儲，並擁有阿斯圖里亞斯親王的頭銜直到逝世。